# Andrew Garbarino
Andrew Reed Garbarino (Sayville, 27 settembre 1984) è un politico statunitense, membro della Camera dei Rappresentanti per lo stato di New York dal 2021.

## Biografia
Nato a Sayville in una famiglia italoamericana, Garbarino ha studiato alla George Washington University e si è laureato in legge presso l'Università di Hofstra, per poi intraprendere la professione di avvocato.
Entrato in politica con il Partito Repubblicano, nel 2012 vince un seggio all'interno dell'Assemblea generale di New York, per poi essere rieletto altre tre volte negli anni successivi.
Nel 2020, quando il deputato di lungo corso Peter T. King annuncia il proprio pensionamento, Garbarino si candida per il suo seggio alla Camera dei Rappresentanti e riesce a sconfiggere l'avversaria democratica, venendo eletto.
Subito dopo essersi insediato, Garbarino è stato uno dei pochi repubblicani al Congresso a non appoggiare la richiesta di Donald Trump di contestare il risultato delle elezioni presidenziali che lo avevano visto sconfitto.